# Linux dokumentační projekt
Linux dokumentační projekt (anglicky Linux Documentation Project, zkratka LDP) je otevřený projekt, který spravuje rozsáhlou sbírku GNU a linuxových dokumentů a publikací online. Začal jako způsob, kterým hackeři sdíleli svou dokumentaci mezi sebou a uživateli i mezi uživateli navzájem. Tyto dokumenty byly určeny především zkušeným uživatelům, jako například profesionálním systémovým administrátorům, ale může sloužit i jako nápověda začátečníkům.

## Historie
Původně začal jako soubor FTP v roce 1992, ale v roce 1993 byl umístěn na World Wide Web v Metalabu. Věří se, že to byla první Linuxová webová stránka vůbec.
Dnes je na LDP serverech přes 475 dokumentů různých autorů. Několik z nich má délku knihy a většina z nich je k dispozici v tištěné podobě od velkých technických vydavatelů, např.: O'Reilly.
Dne 1. 9. 2008 odstartoval LDP i na wiki kvůli lepší interakci mezi autory a uživateli.

## Obsah
Projekt publikuje mnoho návodů, které instruují uživatele krok po kroku, jak dosáhnout cíle. Tyto cíle jsou někdy velmi specifické, jako například: „jak nakonfigurovat modem“, a někdy velmi obecné, jako: „jak spravovat“ počítačovou síť pro ISP.
Nejširší témata jsou popsána v příručkách, které jsou odděleny do jednotlivých „knih“, obvykle s hlavními tématy, jako například: „bezpečnost v síti“.
LDP také publikuje „Často kladené dotazy“ (FAQ), manuálů a dalších dokumentů, včetně dvou internetových časopisů, Linux Gazette a Linux Focus.
Velká část sbírky LDP je licencována pod GNU Free Documentation License (GFDL). Používá se i mnoho dalších volně šiřitelných licencí. Současná politika doporučuje GFDL.
Linux Network Administrator's Guide je jedna z knih této série.